# Wasserlilie (Heraldik)

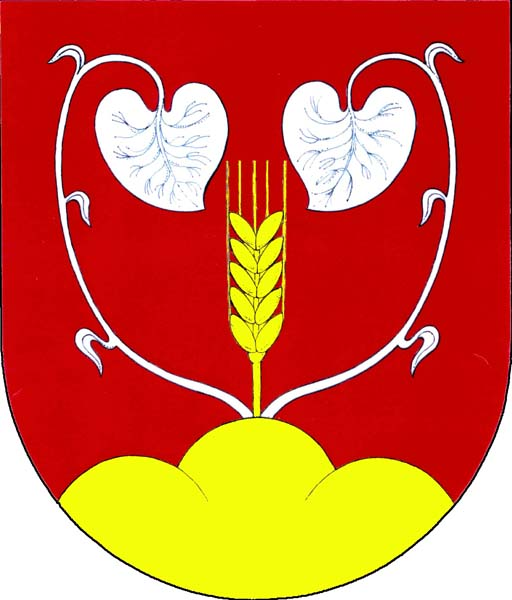
Wasserlilie im Wappen

Seeblatt im Wappen

Seerosenblatt

Seerosenstock: Wappen Schönsee

Die Wasserlilie, oder Seerose, ist in der Heraldik eine wenig verwendete Wappenfigur in zwei Darstellungsformen.

## Geschichte
Während sich über die Zeit die Blüte der Schwertlilie zur heraldischen Lilie  entwickelte, sind hier nur die Blätter und Pflanzenstiele bestimmend. Die Pflanze wird durch eine Ranke mit Blatt, oft aber durch zwei rankende Blätter im Wappen dargestellt. Eine schwedische Quelle aus dem frühen 14. Jahrhundert deutet diese Seeblätter jedoch als die Blumen der Wasserlilie. Bei zwei im Wappenschild ist die symmetrische Form bevorzugt. Eine bevorzugte Tingierung ist nicht erkennbar. Ohne gute Blasonierung kann die Wappenfigur fehlgedeutet werden. Die heraldischen Seeblätter sind die abstrakte Form der Seerosendarstellung und können mit den Schröterhörnern verwechselt werden.
Das Seerosenwappen ist das verbindende Kennzeichen der böhmischen, mährischen und schlesischen Zweige des Gesamthauses Kaunitz. Das Wappen von Salem im Kreis Herzogtum Lauenburg zeigt eine silberne Seerosenblüte zwischen zwei goldenen Seerosenblättern. In Sehestedt handelt es sich um eine Seerosenblüte, die vom Seeblättern im Dreipass umgeben ist.